# Kapuschong

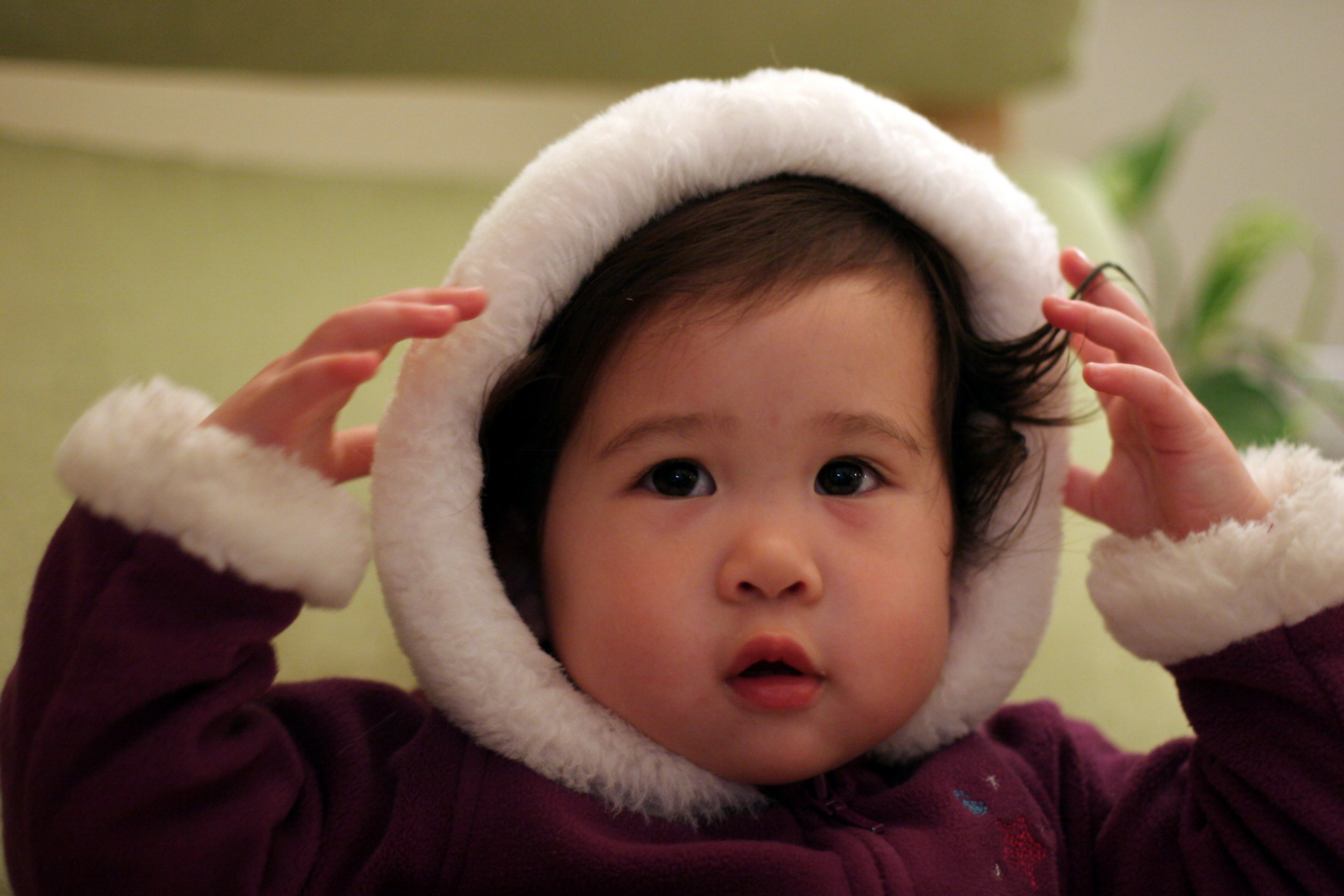
Liten flicka iklädd jacka med kapuschong.

Kapuschong (franska capuchon) är en påsformad huva. Den är vanligtvis fastsydd vid ett plagg, till exempel en jacka. Liknande huvor har använts sedan antiken.
Kapuschongen kan fällas ner och bilda en kragliknande del. För att hålla kapuschongen på plats då den är uppfälld används ofta band som knyts under hakan.